# Forum 18
Forum 18 je norská lidskoprávní organizace sledující dodržování lidských práv a svobody myšlení a náboženství zejména v zemích střední Asie, Rusku, na Kavkaze a v Bělorusku,
V Norsku spolupracuje s Norwegian Helsinki Committee.